# Vodnjak Veliki
Koordinati:   43°10′29″N, 16°18′52″E
Vodnjak Veliki (tudi Veli Vonjok) je nenaseljen otoček v skupini Peklenskih otokov v srednji Dalmaciji. Otoček leži okoli 1,2 km severozahodno od skrajnega severozahodnega dela otoka Sveti Klement. Površina otočka je 0,253 km², dolžina obale meri 2,68 km.
Najvišji vrh je visok 45 mnm. Na skrajnem južnem koncu otočka, na rtu Klobuk je postavljen svetilnik, ki oddaja svetlobni signal: B Bl 6s. Nazivni domet svetilnika je 9 milj